# Marian Rabinovici
Marian Rabinovici' (în ebraică:'מריאן רבינוביץ n.18 octombrie 1934 Bucuresti - 11 august 2010) a fost un medic geriatru și gerontolog israelian, dintre pionierii geriatriei de reabilitare și ai medicinei paliative în Israel, eseist, scriitor și sculptor, evreu originar din România.

## Biografie
Marian Rabinovici s-a născut la București în anul 1934 într-o familie de evrei. A început studii de medicină la Universitatea din București, dar in anul al cincilea a fost exmatriculat din cauza cererii familiei de a emigra în Israel. A fost nevoit o vreme să-și câștige pâinea ca lucrător la morgă.
În 1962 a obținut permisul de emigrare și și-a reluat studiile de medicină la Universitatea Ebraică din Ierusalim. Ca student a cunoscut-o pe Babette, viitoarea sa soție, și ea originară din România. Cei doi s-au căsătorit la sinagoga din Givat Ram în apropierea universității la Ierusalim. Apoi s-au perfecționat în Israel în medicină internă, iar apoi au plecat la perfecționare la Los Angeles, El s-a profilat pe medicină de reabilitare și geriatrie, iar ea - pe cardiologie. 
În 1973 s-au întors in Israel, unde Rabinovici a înființat centrul de geriatrie al Spitalului Sheba din Tel Hashomer, primul de acest tip din Israel. În anul 1974 a înființat serviciul geriatric comunitar. În anii 1981-1983 a condus un thinking tank care a preconizat și organizat crearea primului Hospice modern din Israel,destinat bolnavilor în fază terminală, cu cooperarea Asociației de combaterea cancerului, a Ministerului Sănătății și a marii case sindicale de asigurări medicale Kupat Holim Klalit. Modelul acestui centru medical a fost hospice-ul britanic Saint Christopher înființat de Cicely Saunders. Serviciul medical al hospice-ului la Tel Hashomer a fost asigurat permanent de serviciul geriatric al spitalului de sub conducerea dr Rabinovici. 
În anul 1984 dr Rabinovici a publicat împreună cu dr Avraham Adonski în revista medicală locală „Harefuah articolul "Hospice - concepție despre lume", care a prevestit dezvoltarea medicinii paliative în Israel, apoi în 1987 tot în Harefuah”, împreună cu dr Alexander Wald și dr Adonski a publicat articolul "Hospice - experiența de doi ani în activitatea unei secții medicale, prima de acest gen in Israel". În 1989 Asociația de combatere a cancerului a creat Hospice-ul la domiciliu, care a cooperat cu Hospice-ul de la Tel Hashomer și care a fost pus și el sub conducerea serviciului geriatric al dr Rabinovici. 
În cărtile pe care le-a scris, Rabinovici și-a expus de pe poziția medicului și a omului de știință umanist, concepția cu privire la modul de adaptare al omului la procesul de îmbătrânire, la aprecierea rezilienței pacienților gariatrici , la relațiile dintre bolnavi și personalul medical în diversele faze ale îmbătrânirii și atitudinea oamenilor față de apropierea morții. Cartea sa "Giló shel adam" (Vârsta omului) care a apărut în mai multe ediții, a devenit o carte de căpătâi în cursurile de geriatrie din Israel.  
După ce a ieșit la pensie, Rabinovici a dedicat mai mult timp scrisului (eseuri, memorii, proză și poezie) și sculpturii. 
Majoritatea scrierilor le-a scris în original în limba engleză.
Rabinovici a trăit cu familia în moșavul Shoeva . A murit în anul 2010.
Sotia sa, Babette Rabinovici a fost un timp șeful catedrei de cardiologie la facultatea de medicină din Tel Aviv. Ulterior ea s-a consacrat artelor plastice. Cuplul a născut și crescut trei copii, dintre care cel mai mare, Dr Israel Rabinovici, este și el geriatru.

## Cărți
- 1985 - The Six Ages of Man  - Giló shel adam  (Cele șase vârste ale omului - tradus în ebraică de Ami Shamir)

în 2003 ediție lărgită -  Gilo shel adam uzmano haishi (Vârsta omului și timpul său personal)
- 1989 -  Iov:scrisori ale unui medic (tradusă în ebraică de Myriam Ron)
- 1991  Moartea, Rilke și eu (tradusă în ebraică de Moshe Zinger, readactare - Dan Shavit) traducere a  versurilor autorului - Yedidia Peles
- 1995 - Beit Hazman (Casa timpului)
- 2003 - Anashim:myomanó shel rofé geriáter  (Oameni:din jurnalul unui medic geriatru)
- 2006 - Mokher hashaot  (Vânzătorul de ore)
- 2006 - Perot hazman (Roadele timpului) ilustrată de Babette Rabinovici - apărută postum

## Legături  externe
- Lexicon al literaturii ebraice moderne, Univ Ohio - în ebraică Arhivat în 21 noiembrie 2018, la Wayback Machine.